# 宮坂里美
宮坂 里美（みやさか さとみ）は、日本の漫画家。石川県出身。歌舞伎町ペンクラブ所属。
アシスタントを経て1997年、ヤングジャンプにて「Pro'ufail〜プロフィル〜」でデビュー。

## 作品リスト
- Pro'ufail〜プロフィル〜（1997年、ヤングジャンプ、集英社）
- 天使385号（1997年、ヤングジャンプ、集英社）
- 天使666号（1997年、ヤングジャンプ、集英社）
- マット界インサイドルポ　シリーズ （2005年、コアマガジン、劇画マッドマックス）
- 元キャバ嬢漫画家が体験した歌舞伎町裏エピソード（2008年、宙出版、新日本タブー地帯）
- Welcome to歌舞伎町（2007年、本当にあった笑える話、ぶんか社)〜 隔月連載。